# 절친 토큐멘터리 4인용 식탁
《절친 토큐멘터리 4인용 식탁》는 현재 방송 중인 대한민국의 채널A 교양 프로그램이다.

## 기획 의도
보여주고 싶은 것만 보여주는 스타다큐는 끝났다 가장 가까이에서 스타의 모든 것을 지켜본 절친! 절친들의 생생한 증언으로 새롭게 각색하는 스타의 인생 이야기다.

## 방송 일정
| 방송 채널 | 방송 기간             | 방송 시간                            | 비고 |
| --------- | --------------------- | ------------------------------------ | ---- |
| 채널A     | 2023년 9월 4일 ~ 현재 | 매주 월요일 저녁 8시 10분 ~ 9시 30분 |      |

## 진행자
- 박경림 : 2025년 6월 23일 ~

## 에피소드 목록

### 2023년
| 회차 | 방송 일자 | 게스트        | 비고 |
| ---- | --------- | ------------- | ---- |
| 1회  | 9월 4일   | 최유라        |      |
| 2회  | 9월 11일  | 최유라        |      |
| 3회  | 9월 18일  | 이대호        |      |
| 4회  | 9월 25일  | 서경석        |      |
| 5회  | 10월 9일  | 백일섭        |      |
| 6회  | 10월 16일 | 이민우        |      |
| 7회  | 10월 23일 | 함익병        |      |
| 8회  | 10월 30일 | 박정수        |      |
| 9회  | 11월 6일  | 이혜정        |      |
| 10회 | 11월 13일 | 홍신애        |      |
| 11회 | 11월 20일 | 김학래♥임미숙 |      |
| 12회 | 11월 27일 | 홍석천        |      |
| 13회 | 12월 4일  | 장광          |      |
| 14회 | 12월 11일 | 정영주        |      |
| 15회 | 12월 18일 | 허재          |      |
| 16회 | 12월 25일 | 진성          |      |

### 2024년
| 회차 | 방송 일자 | 게스트        | 비고 |
| ---- | --------- | ------------- | ---- |
| 17회 | 1월 1일   | 정관 스님     |      |
| 18회 | 1월 8일   | 김문정        |      |
| 19회 | 1월 15일  | 박은혜        |      |
| 20회 | 1월 22일  | 서정희        |      |
| 21회 | 1월 29일  | 임현식        |      |
| 22회 | 2월 5일   | 이현우        |      |
| 23회 | 2월 12일  | 노주현        |      |
| 24회 | 2월 19일  | 김영옥        |      |
| 25회 | 2월 26일  | 김현숙        |      |
| 26회 | 3월 4일   | 김태원        |      |
| 27회 | 3월 11일  | 박영규        |      |
| 28회 | 3월 19일  | 임하룡        |      |
| 29회 | 3월 25일  | 윤소이        |      |
| 30회 | 4월 1일   | 박신양        |      |
| 31회 | 4월 8일   | 송선미        |      |
| 32회 | 4월 15일  | 오윤아        |      |
| 33회 | 4월 22일  | 김정민        |      |
| 34회 | 4월 29일  | 오영실        |      |
| 35회 | 5월 6일   | 이재용        |      |
| 36회 | 5월 13일  | 이영하        |      |
| 37회 | 5월 20일  | 박선주        |      |
| 38회 | 5월 27일  | 선우용녀      |      |
| 39회 | 6월 3일   | 박술녀        |      |
| 40회 | 6월 10일  | 지상렬        |      |
| 41회 | 6월 17일  | 김가연        |      |
| 42회 | 6월 24일  | 김청          |      |
| 43회 | 7월 1일   | 이순재        |      |
| 44회 | 7월 8일   | 양재진        |      |
| 45회 | 7월 15일  | 조혜련        |      |
| 46회 | 7월 22일  | 배윤정        |      |
| 47회 | 7월 29일  | 김승현        |      |
| 48회 | 8월 5일   | 현영          |      |
| 49회 | 8월 12일  | 오정연        |      |
| 50회 | 8월 19일  | 김완선        |      |
| 51회 | 8월 26일  | 이승연        |      |
| 52회 | 9월 2일   | 표창원        |      |
| 53회 | 9월 9일   | 이봉원        |      |
| 54회 | 9월 16일  | 후지타 사유리 |      |
| 55회 | 9월 23일  | 김태균        |      |
| 56회 | 9월 30일  | 박탐희        |      |
| 57회 | 10월 7일  | 혜은이        |      |
| 58회 | 10월 14일 | 이성미        |      |
| 59회 | 10월 21일 | 이동국        |      |
| 60회 | 10월 28일 | 김병만        |      |
| 61회 | 11월 4일  | 정준하        |      |
| 62회 | 11월 11일 | 이정민        |      |
| 63회 | 11월 18일 | 한다감        |      |
| 64회 | 11월 25일 | 양치승        |      |
| 65회 | 12월 2일  |               |      |
| 66회 | 12월 9일  |               |      |
| 67회 | 12월 16일 |               |      |
| 68회 | 12월 23일 |               |      |
| 69회 | 12월 30일 |               |      |

## 결방 및 편성 변경
2023년
- 10월 2일 : 추석 특집 편성 관계로 결방